# 15. вечити дерби у фудбалу
15. вечити дерби у фудбалу је фудбалска утакмица одиграна на стадиону ЈНА у Београду 21. новембра 1954. године, између Црвене звезде и Партизана. Утакмица се завршила резултатом 2 : 1 (1 : 0) за Црвену звезду.